# منظف
المُنظّفات أو مواد منظفة هي مواد تستعمل من أجل التنظيف الأوساخ والأدران. تكون المنظفات غالبًا فعالة سطحيًا.

## لمحة تاريخية
لقد عُرِف الصابون منذ القدم، قبل حوالي 5000 عام [بحاجة لمصدر] وهو أول منظف استعمل للغسل والوحيد آنذاك. لذلك سارع الباحثون للكشف عن منظف آخر وفي القرن 19 اكتشف سولفاي طريقة لإنتاج كربونات الصوديوم ليظهر بعد ذلك منظف هو خليط من الصابون وNa2CO3.
استطاع العالم هِنكِل أن يطور المنظف وذلك بإضافة مادة فوق البورات (البربورات) إلى المنظف بحيث ساعد على إعطاء لمعان أكثر للملابس.
في عام 1600 كان يباع في باريس تراب للغسيل وإزالة الشحوم ومن هنا يتبين أن مسحوق المنظفات ليس ابتكارا جديدا. كما أن الصابون ليس اختراعا جديدا، أما المنظفات الصناعية فإنها فعلا اختراع حديث.
يُنسب اختراع مسحوق الغسيل إلى العالم عز الدين علي بن أيدس بن علي الجلدكي - نسبة إلى بلدة جلدك بخراسان -، عاش ومات في مصر عام 743 هـ، كان له السبق في وضع الضوابط اللازمة لحماية الإنسان من أخطار استنشاق الغازات والأبخرة الناتجة من التفاعلات الكيمياوية•

## مفهوم المنظّف
التنظيف هو كل تفاعل كيميائي وفيزيائي باستطاعته نزع حاجز الأوساخ سائلة أو صلبة أو مزيج بينهما على سطح مادة صلبة مثل قماش أو صوف. وهي كلمة تشمل لجميع المنظفات سواء الصابونية أو اللاصابونية.
كما أنها مادة تعمل على التقليل من الشد السطحي للماء وجعله قابل للامتزاج جزئيا أو كليا مع المواد العضوية كالزيت.

## مواد الشّد السّطحي

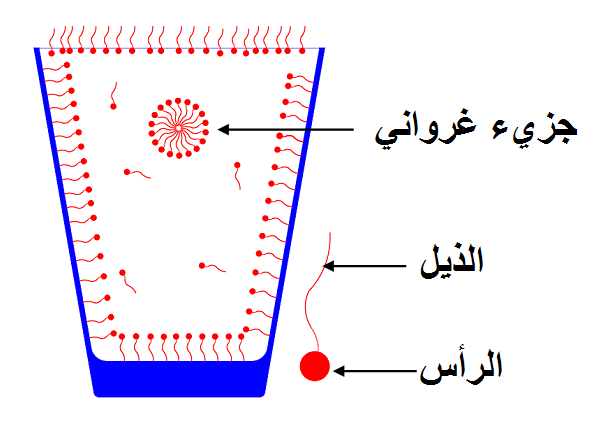
عامل الشد السطحي

المركب ذو الفعالية السطحية هي المادة التي تعمل على إزالة أو التقليل من الشد السطحي بين طورين غير قابلين للامتزاج مع بعضهما فتسهل مزجهما بإزالة الشد السطحي الفاصل بينهما. يتكون جزيء المنظف من قسمين الذيل وهو يتركب من سلسلة طويلة من ذرات الكربون، محاطة بذرات الهيدروجين (سلسلة هيدروكربونية).و الرأس الذي يتكون من مركبات تذوب في الماء بسهولة أي مركب محب للماء، ومن جهة أخرى فإن تكوين الذيل يشابه مركبات البترول التي لا تذوب في الماء، ولذلك فهو يكره الماء.

## كيفية عمل المنظف
تقوم صناعة المنظفات الصناعية على مركبات حمض السلفونيك الأروماتية بعد معالجتها بالصودا الكاوية.

تصبن الدهنيات بوجود هيدروكسيد البوتاسيوم.

يعمل المنظف كالتالي:
- جزئ المنظف يتكون من جزأين هما الذيل (سلسلة كربونية مقاومة للماء) والرأس (مجموعة متأينة غير مقاومة للماء).
- عند إضافة المنظف للماء تقلل التوتر السطحي للماء.
- ترتب جزيئات المنظف نفسها بحيث يتجه الذيل نحو البقع والرأس نحو الماء.
عند الاحتكاك الميكانيكي تتنافر الشحنات المتشابهه.

## أصناف المنظفات

### الصابون

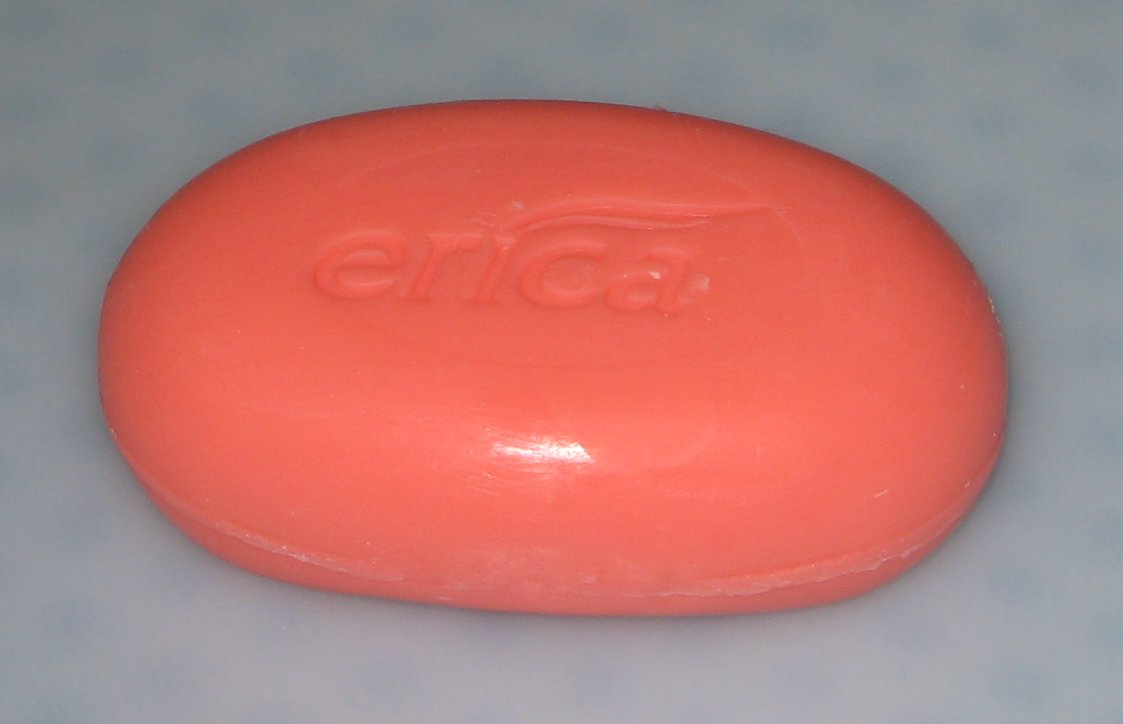
صابون.

تعتبر صناعة الصابون صناعة كيماوية قديمة، ولكنها شهدت تطور بطيئا لانها تحولت إلى أسرار عائلية في أغلب الأحيان وبالتالي كان من الصعب التعرف أساسياتها إلا من خلال التجارب والملاحظات.
ويعد ماركلن، المدعو"المارسيلي"،وبالضبط في سنة 1906، أول من أوضح أن الصابون هو نتيجة لمعادلة كيمائية متوازنة ينتج عنها الصابون.ويعتمد على مبدأ تصبن الزيوت النباتية أو الحيوانية أو أحماضها ومن بين
أنواعه:
- صابون التجميل،
- صابون الحلاقة،
- صابون الغسيل،
- الصابون الطبي

#### تفاعل التصبن
R-OH+R-COOH----R-COO-R + H2O
KOH + R- COOH----R- COOK + H2O
الحمض الكربوكسيلي هنا يمثل الزيت النباتي أو الحيواني

### الشامبو
الشامبو هو أحد المنظفات الحديتة، حل محل الصابون العادي في عملية الاستحمام وهذا لما يتميز به من خصائص متعددة خاصة أنه لايتأثر بطبيعة المياه المستعملة، ولرغوته الوفيرة، هو منتج كيماوي يستخدم للعناية بالشعر وتنظيفه ومنه نوع للعناية بالجسم وتنظيفه ومنه ما يضاف إلى ماء مغطس الاستحمام.
و هو مزيج من المنظفات الأيونية وحدها أو مزيج بينها وبين المنظفات الأمفوتيوية وحيى الشاردية منها، وتقدر نسبة المواد الفعالة فيه ما بين 10%و 30%،و يمكن أن يضاف للشامبو مواد حافظة لمنع فساده إضافة إلى العطور والصباغ وبعض المواد الطبية والصيدلية

#### أنواع الشامبو
- شامبو للشعر الطبيعي:

يضاف إليه صفار البيض وبعض المواد العشبية لتغذية الشعر وتقويته
- شامبو للشعر الجاف:

يضاف إليه بعض الزيوت والدهون لتطرية الشعر وتليينه
- شامبوللشعرالدهني:

يستعمل لتجفيف إفرازات الشعر والتي تسبب تساقطه
- شامبو للأطفال وذوي البشرة الحساسة:

لايسبب أوجاع في العيون كغيره من الأنواع الأخرى
- شامبو ضد القشرة:

يساعد في القضاء على الفطريات ومسببات القشرة وتساقط الشعر

### المنظفات التركيبية
المنظفات اللاصابونية من أصل بترو كيميائي لاتعتمد على الزيوت ولا علاقة لها بالصابونية ومن بينها المساحيق كايزيس بالإضافة إلى السائلة.

### من حيث التركيب الكيميائي

#### المنظفات الانيونية
وتشمل كبريتات الالكيل، ومنها نوعان، كبريتات ألكيل أولية، وتحضر بتفاعل كحول أولي ذي السلسلة الكربونية الطويلة مع حامض الكبريتيك المركز، وكبريتات ألكيل ثانوية، وهذه تحضر بتفاعل الأوليفينات أو الكحول الثانوي، مع حامض الكبريتيك المركز .
وهناك نوع اخر من المنظفات الانيونية يسمى سلفونات الالكيل، الذي يحضر من البارافينات بواسطة التفاعل مع غازي ثاني اكسيد الكبريت والكلور أو تفاعلها مع خليط ثاني أكسيد الكبريت والأكسجين .
أما النوع الأكثر شيوعا في المنظفات الانيونية فهو 	سلفونات ألكيل الأريل ، ومن أمثلتها سلفونات دوديسيل بنزين الذي يتم تحضيرها بتفاعل رباعي البروبلين مع البنزين في وجود عامل مساعد .

#### منظفات غير أيونية
يحضر هذا النوع من المنظفات بتفاعل المركبات المحتوية على هيدروجين نشيط، مثل الأخماض الدهنية أو الكحولات الدهنية أو ألكيلات الفينولات أو الأمينات الدهنية مع أكسيد الايثيلين . وتسمى المواد الناتجة من هذا لتفاعل بالأيثوكسلات.
ويتميز هذا النوع من المنظفات بقلة الرغوة وقوة الاستحلاب، كما أن نسبة الإنتاج منها تصل إلى 32 % من المجموع الكلي للمنظفات .

#### منظفات كاتيونية
من أمثلة هذا النوع من المنظفات الأمينات الدهنية ذات السلاسل الطويلة وايضا أملاح الامونيون الرباعية التي تحضر بتفاعل الأمين الثلاثي مع هاليدات الألكيل .
ويستخدم هذا النوع من المنظفات في صناعات النسيج وعمليات الصباغة، بالإضافة إلى استعمالها كمواد مضادة للبكتيريا والفطريات ويمثل إنتاج هذا النوع من المنظفات حوالي 12% من الإنتاج الكلي للمنظفات .
ونظرا لندرة الكحولات الاليفاتية طويلة السلسلة وارتفاع تكاليف الحصول عليها بغرض استخدامها في صنع المنظفات الصناعية فقد قام الألمان في اثناء الحرب العالمية الثانية باستخدام بعض الهيدرة وكربونات طويلة السلسلة لهذا الغرض وقد نجح الالمان

## كيفية عمل المنظف
تقوم صناعة المنظفات الصناعية على مركبات حمض السلفونيك الأروماتية بعد معالجتها بالصودا الكاوية. يعمل المنظف كالتالي: - جزئ المنظف يتكون من جزأين هما الذيل (سلسلة كربونية كارهة للماء) والرأس (مجموعة متأينة محبة للماء). - عند إضافة المنظف للماء تقلل التوتر السطحي للماء. - ترتب جزيئات المنظف نفسها بحيث يتجه الذيل نحو البقع والرأس نحو الماء. عند الاحتكاك الميكانيكي تتنافر الشحنات المتشابهه.

## تركيب المنظفات الصناعية
عادة ما تمثل المادة المنظفة نحو 20 % من وزن المسحوق المنظف التجاري، على حين يتكون الباقي من خليط من بولي فوسفات الصوديوم وكبريتات الصوديوم وسليكات الصوديوم وهي تساعد في عمليات التنظيف .
كذلك يضاف مركب "كربوكسي مثيل سليلوز"

## سمية المنظفات الصناعية
توجد أنزيمات تحليل البروتينات بكميات قليلة التركيز في مساحيق الغسيل المنزلية بحيث لا تسبب أي خطر عند تناولها أو عند غمس الأيدي في المحاليل التي تحتوي على هذه المنتجات، ومع ذلك فان المساحيق العادية يمكن أن ثؤثر على ايدي بعض مستعملينها .
وإن ارتداء القفازات المطاطية يوفر وقاية معقولة أمام كل المواد الغسيل الفعالة في المستحضرات العالية الجودة .
وتوجد أمكانية حدوث التهابات جدلية إذا استعمل تركيز عالي جدا من المنظفات التي يتعرض لها الجلد

## أهمية المنظفات
لقد ازداد في الآونة الأخيرة استعمال المنظفات على حساب سوق الصابون وخاصة صابون الغسيل وذلك للميزات التالية:
1. أنها عبارة عن مواد أولية نفطية وغير نفطية وهي غزيرة في الوطن العربي.
2. صالحة في جميع ظروف المياه بمقارنتها مع الصابون فهو لا يصلح في الماء العسر
3. متنوعة الاستعمالات المنزلية والصناعية.
4. تمتاز بسعرها المنخفض.

## تأثير المنظفات على المحيط الحيوي
1. اختلال التوازن البيولوجي للنباتات والحيوانات التي تستهلك المياه الملوثة بالمواد المنظفة
2. تسرب المواد المنظفة عبر مجاري الصرف الصحي إلى مجاري الأنهار مما يخل بتوازن الحياة المائية
3. يجعل الماء المخصص للشرب عسيرا وبالتالي يتغير طعمه وتصبح رائحته كريهة مثل: الفوسفات الذي يساعد علي نمو الطحالب الخضراء
4. الاستعمال الكبير للمواد المنظفة له تأثير سلبي على الصحة فقد تسبب التهاب البشرة وتقشرها، التهاب العيون والمجاري التنفسية إضافة إلى الحساسية بمختلف أنواعها وقد يمتد تأثيرها إلى الجهاز العصبي المركزي والكبد والكلى

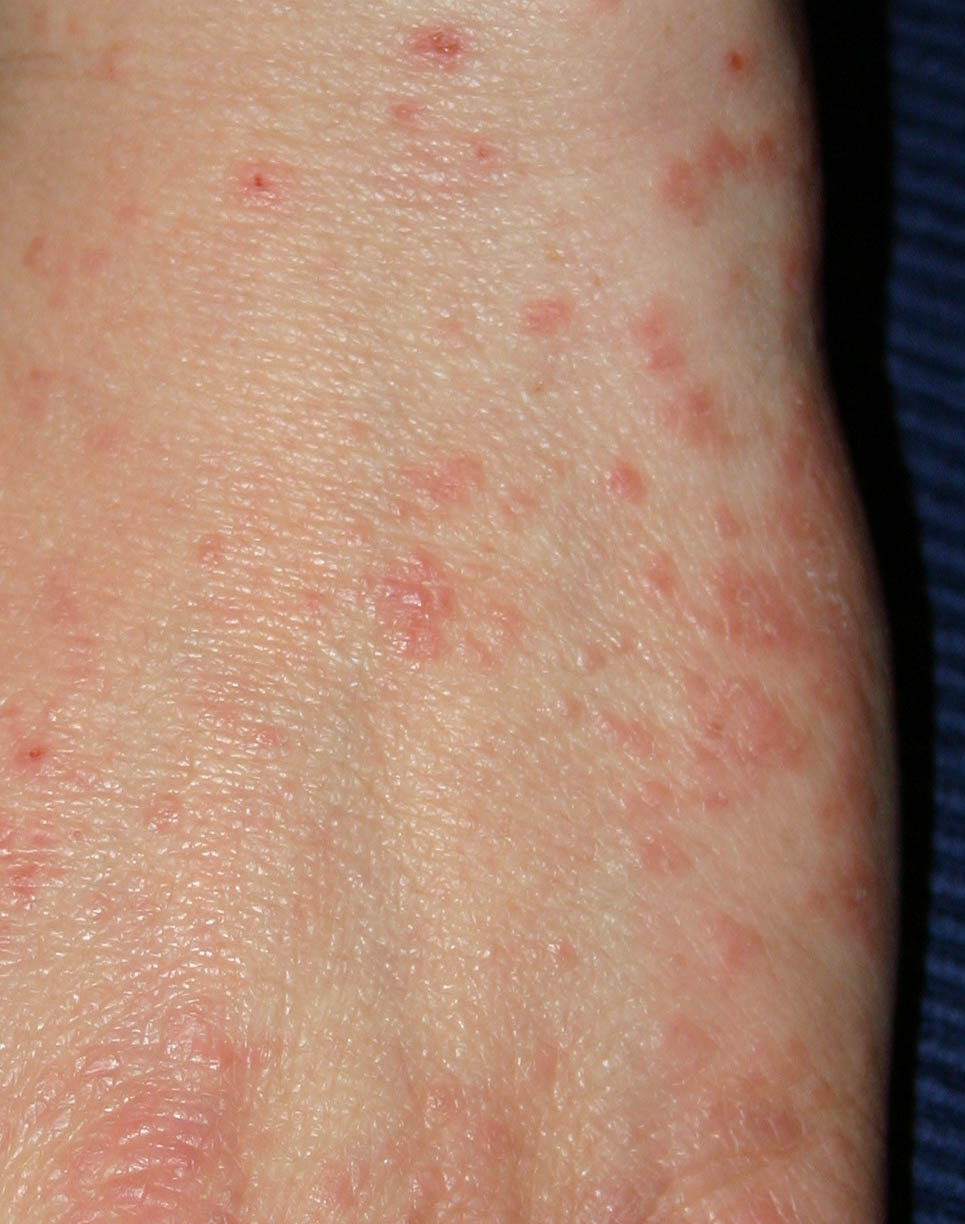
حساسية جلدية ناتجة عن المواد المنظفة

1. المنظفات المنزلية مصدر رئيسي لأمراض الصدر

أكدت دراسات كثيرة على ان المنظفات المنزلية تسبب امراض عديدة منها امراض الصدر والحساسية الصدرية والتي تأتي من داخل المنازل من خلال أتربة المفروشات التي تخرج أثناء تنظيفها[بحاجة لمصدر]، لما تحتويه من أقروضات المفروشات التي لا ترى بالعين المجردة، وكذلك زيادة استخدام المواد الكيماوية والمبيدات الحشرية والمعطرات وملمعات الموبيليا وأدخنة الطهو والحشرات المنزلية، وعلى رأسها الصراصير إلى جانب استخدام الأدوية من دون ضوابط.

## أهم مصنعي المواد المنظفة في العالم
هناك عدة شركات عالمية تقوم بتصنيع المنظفات خاصة المنزلية منها وتتنافس فيما بينهالتحقيق الجودة وبالتالي كسب أكبر قدر من الزبائن والمبيعات ونذكر من هذه المؤسسات شركة هنكل التي تملك عدد كبير من الفروع في أنحاء العالم، وأيضا شركة بروكتر وجامبل وهي رائدة على مستوى العالم في تصنيع المنظفات الصناعية وتمتلك الكثير من العلامات التجارية المعروفة. أما في مجال إنتاج الشامبو فهناك عدد كبير من الشركات التي وظفت كل جهودها ومعارفها العلمية في إنتاج أنواع كثيرة.

## المنظفات الآمنة
هي التي تتوافر فيها الصفات التالية
1. تحقيق النظافة المطلوبة بطريقة عملية، وأسلوب بسيط، لطيف وفاعل.
2. احترام خصوصيات البشرة والمحافظة على سلامة خلاياها ومكوناتها الطبيعية.
3. خلوها من مواد مضرة بالبيئة على المدى القريب أو البعيد.

## التسمية
مرادفات: الغَسُول